# Einar Beskow (jurist)
Einar Tycho Wilhelm Beskow, född den 23 september 1916 i Stockholm, död där den 13 maj 2007, var en svensk jurist. Han var son till August och Ingegerd Beskow.
Beskow avlade studentexamen i Växjö 1935 och juris kandidatexamen vid Uppsala universitet 1940. Han genomförde tingstjänstgöring i Östra Värends domsaga 1940–1943. Beskow blev fiskal i Svea hovrätt 1944, extra ordinarie assessor där 1950, var föredragande i likvidationsnämnden 1953–1955, blev revisionssekreterare 1957, hovrättsråd i Svea hovrätt 1959 och vice ordförande på avdelning där 1973. Han blev riddare av Nordstjärneorden 1963. Beskow vilar i moderns familjegrav på Uppsala gamla kyrkogård.